# Crotalaria pulchra
Crotalaria pulchra är en ärtväxtart som beskrevs av Henry Charles Andrews. Crotalaria pulchra ingår i släktet sunnhampor, och familjen ärtväxter. Inga underarter finns listade i Catalogue of Life.